# Smilax havanensis
Smilax havanensis là một loài thực vật có hoa trong họ Smilacaceae. Loài này được Jacq. miêu tả khoa học đầu tiên năm 1760.